# گیرنمه یکم
گیرنَمِه یکم (به انگلیسی: Girnamme) یکی از شاهان ایرانی در دورهٔ ایلام بود. 
نخستین شاه سیماشکی در حدود ۲۱۰۰پ.م در تاریخ ظاهر می شود و این زمانی است که او تابعیت از کوتیک اینشوشینک شاه توانای اوان را می پذیرد. اما نام شاه سیماشکی در کتیبه ذکر نشده است.  
نام گیرنَمِه در فهرست رسمی شاهان سیماشکی که در شوش به دست آمده است، به عنوان نخستین شاه سیماشکی آمده است.  احتمالاً در زمان او رهبری اتحادیه ایلام از اوان به سیماشکی منتقل شده بود. همچنین شاید غارت سیماشکی به دست سپاهیان اور در سال ۲۰۴۹پ.م مربوط به زمان پادشاهی گیرنَمِه یکم بوده باشد.
این شاه احتمالاً باید کسی به جز گیرنَمِه یا کیرنمه (به انگلیسی: Ki-ir-na-me) شاه مذکور در متون مربوط به سال ۲۰۳۳پ.م بوده باشد. 

## کتابشناسی
- قشقائی، حمیدرضا، گاهنمای ایلامیان، تهران، اوگان، ۱۳۹۰.
- کامرون، جرج، ایران در سپیده دم تاریخ، ترجمه ی حسن انوشه، تهران، علمی و فرهنگی، ۱۳۷۲.
- مجیدزاده، یوسف، تاریخ و تمدن ایلام، تهران، مرکز نشر دانشگاهی، ۱۳۷۰.
- هینتس، والتر، دنیای گمشده ی ایلام، ترجمه ی فیروز فیروزنیا، تهران، علمی و فرهنگی، ۱۳۷۱.
- The Cambridge Ancient History (CAH) vol. 1 part 2.
- Potts, D. T., The Archaeology of Elam, Cambridge University Press, 1999.